# Phytomyza conglomerata
Phytomyza conglomerata är en tvåvingeart som beskrevs av Stéphanie Boucher och Wheeler 2001. Phytomyza conglomerata ingår i släktet Phytomyza och familjen minerarflugor.
Artens utbredningsområde är Yukon. Inga underarter finns listade i Catalogue of Life.